# 1971 en Tunisie
Chronologie de la Tunisie
- 1967
- 1968
- 1969
- 1970
- 1971
- 1972
- 1973
- 1974
- 1975

Cet article présente les faits marquants de l'année 1971 en Tunisie ou relatifs à la Tunisie.

## Événements
- janvier : le président Habib Bourguiba, avant de partir se faire soigner aux États-Unis, signe un décret déléguant ses prérogatives à Hédi Nouira, ce qui consolide l'alliance entre Habib Achour et Nouira qui s'oppose alors au ministre de l'Intérieur Ahmed Mestiri.
- 15 mai : le congrès de l'AIJLF s'ouvre à Tunis sur le thème Le français, langue véhiculaire internationale et moyen de communication[1].
- 19 juin : le congrès du Parti socialiste destourien s'ouvre à Monastir ; le président Habib Bourguiba, rentré après six mois de soins à l'étranger, désigne trois dauphins successifs : « C'est avec confiance que j'entrevois le jour où, mon passage dans ce monde arrivant à son terme, Nouira me succédera tout comme plus tard Mestiri et Masmoudi »[2], mais les assises adoptent une orientation qui ne semble pas plaire au président ; Bourguiba le suspend après une tentative de prise de contrôle du parti par Ahmed Mestiri ainsi que plusieurs de ses alliés, et déclare clos les travaux du comité central : « Il est non moins évident que, tant que je serai de ce monde, je serai maintenu à la tête de l'État »[2].

## Sports

### Football
- Coupe du Maghreb des vainqueurs de coupe 1970-1971
- Équipe de Tunisie de football en 1971
- Championnat de Tunisie de football 1970-1971
- Championnat de Tunisie de football 1971-1972
- Coupe de Tunisie de football 1970-1971
- Coupe de Tunisie de football 1971-1972

### Handball
- Championnat de Tunisie masculin de handball 1970-1971
- Championnat de Tunisie masculin de handball 1971-1972

### Volley-ball
- Équipe de Tunisie de volley-ball en 1971
- Championnat de Tunisie masculin de volley-ball 1970-1971
- Championnat de Tunisie masculin de volley-ball 1971-1972

## Culture
- Biribi est un film franco-tunisien réalisé par Daniel Moosmann en 1970 et sorti en 1971.
- Et demain… ? est un film tunisien réalisé par Brahim Babaï et sorti en 1971.
- Viva la muerte, film franco-tunisien réalisé par Fernando Arrabal et sorti en 1971, traite de la guerre civile espagnole à travers les yeux d'un enfant de 10 ans.

## Naissances en 1971
- Naissance en Tunisie en 1971

## Décès en 1971
- Décès en Tunisie en 1971